# Radoslava Mavrodieva
Radoslava Mavrodieva Yankova (née le 13 mars 1987 à Sliven) est une athlète bulgare, spécialiste du lancer du poids.

## Biographie
Le 19 mars 2016, Mavrodieva se classe 6e des championnats du monde en salle de Portland avec un jet à 18,00 m. Un an plus tard, elle décroche la médaille d'argent des Championnats d'Europe en salle de Belgrade avec un jet à 18,36 m, record personnel en salle.
Le 20 juillet 2018, elle remporte les championnats des Balkans 2018 avec un jet à 18,95 m, nouveau record personnel.
Sa sœur cadette, Zhenya, est également lanceuse de poids et a un record à 14,03 m (2006). Radoslava est entraînée par sa tante Valentina Zhelyakova.

## Palmarès
| Date | Compétition                       | Lieu         | Résultat | Marque  |
| ---- | --------------------------------- | ------------ | -------- | ------- |
| 2004 | Championnats du monde juniors     | Grosseto     | 6e       | 15,79 m |
| 2012 | Championnats d'Europe             | Helsinki     | 6e       | 18,14 m |
| 2014 | Championnats des Balkans          | Pitești      | 1re      | 17,60 m |
| 2015 | Championnats d'Europe en salle    | Prague       | 3e       | 17,83 m |
| 2016 | Championnats du monde en salle    | Portland     | 6e       | 18,00 m |
| 2016 | Championnats des Balkans          | Pitești      | 1re      | 18,12 m |
| 2017 | Championnats d'Europe en salle    | Belgrade     | 2e       | 18,36 m |
| 2017 | Championnats d'Europe par équipes | Vaasa        | 2e       | 17,81 m |
| 2017 | Championnats des Balkans          | Novi Pazar   | 2e       | 17,62 m |
| 2018 | Championnats des Balkans en salle | Istanbul     | 1re      | 17,85 m |
| 2018 | Championnats du monde en salle    | Birmingham   | 15e      | 16,33 m |
| 2018 | Championnats des Balkans          | Stara Zagora | 1re      | 18,95 m |
| 2018 | Championnats d'Europe             | Berlin       | 6e       | 18,03 m |
| 2019 | Championnats des Balkans en salle | Istanbul     | 1re      | 18,71 m |
| 2019 | Championnats d'Europe en salle    | Glasgow      | 1re      | 19,12 m |
| 2019 | Championnats d'Europe par équipes | Varazdin     | 1re      | 17,34 m |
| 2019 | Championnats des Balkans          | Pravetz      | 3e       | 16,81 m |

## Records
| Épreuve         | Épreuve   | Marque  | Lieu         | Date            |
| --------------- | --------- | ------- | ------------ | --------------- |
| Lancer du poids | Pleir air | 18,95 m | Stara Zagora | 20 juillet 2018 |
| Lancer du poids | En salle  | 19,12 m | Glasgow      | 3 mars 2019     |